# Kalvarienberg (Memmenhausen)

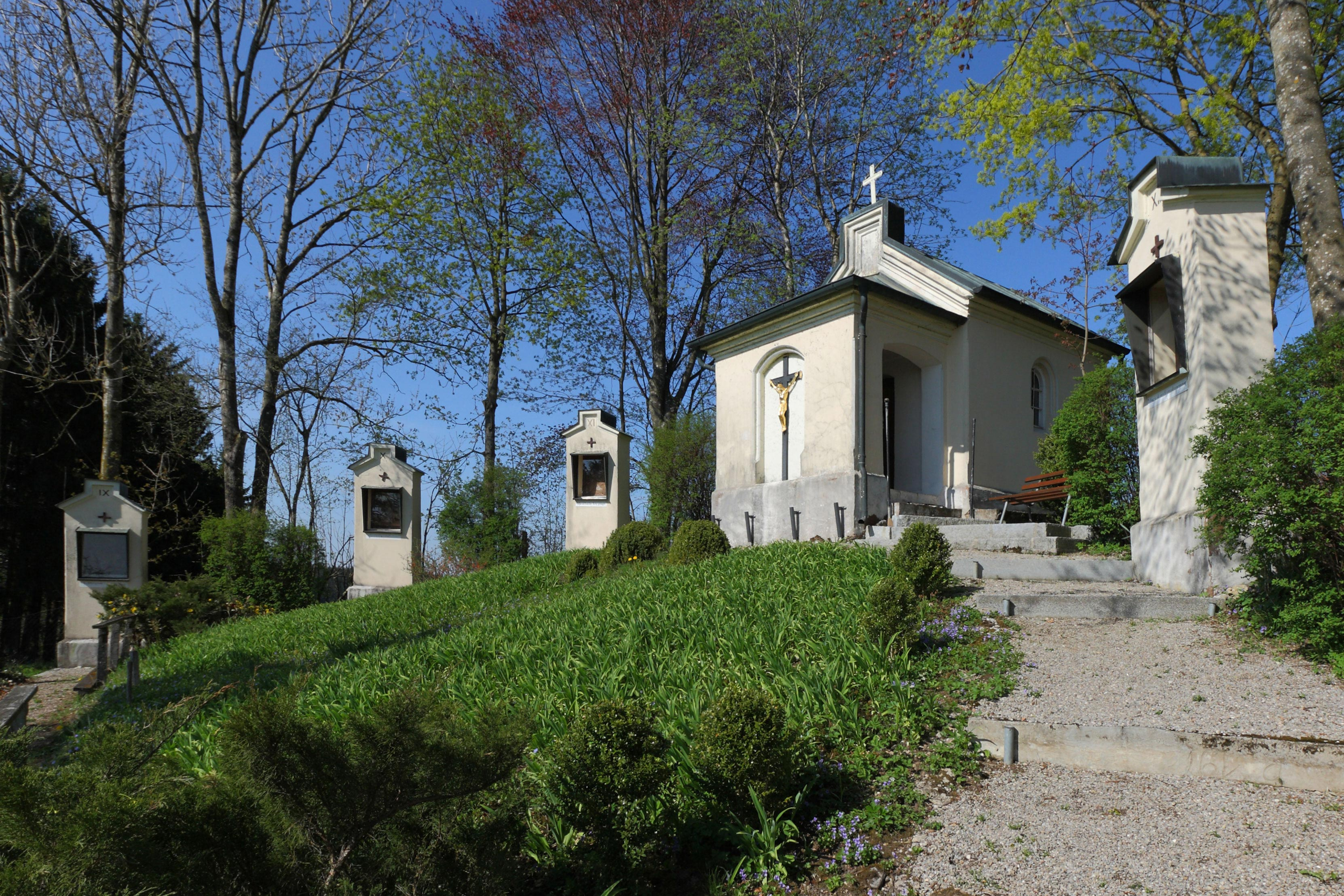
Kalvarienberg in Memmenhausen

Der Kalvarienberg in Memmenhausen, einem Gemeindeteil von Aichen im schwäbischen Landkreis Günzburg in Bayern, wurde 1871 errichtet. Der Kalvarienberg wurde als geschütztes Baudenkmal in die Liste der Baudenkmäler in Aichen eingetragen.
Bereits 1750 wurde ein Kalvarienberg mit der Verehrung der Sieben Wunden Christi errichtet. Der jetzige, neu gebaute Kalvarienberg besteht aus dreizehn Bildstöcken und einer Kapelle. 
Um einen oval angelegten, ansteigenden Platz, zu dem eine Lindenallee führt, sind die Bildstöcke mit Zinnengiebel und Nische angeordnet. Sie führen zum höchsten Punkt der Anlage, wo die Kapelle steht. 
In den Rechtecknischen sind die auf Blech gemalten Kreuzwegstationen eingesetzt. Sie stammen von Joseph Mangold aus Unterpeißenberg.